# Ababa
Ababa lub Hababa (II w.) – matka cesarza rzymskiego Maksymina Traka. Poświadcza ją Historia Augusta [Maximin. I, 6] oraz Jordanes [Rom. 281; Getic. XV (83)]. Maksymin narodził się w Tracji; tak Ababa, jak i ojciec Micca mieli być pochodzenia niskiego i barbarzyńskiego – gockiego lub alemańskiego (według Jordanesa [Getic.] Ababa alemańskiego, Micca zaś gockiego).
Relacja Jordanesa wzoruje się tu wyraźnie na Historia Augusta, sam Jordanes podaje też, że korzysta z zaginionego dzieła Symmachusa Historia Romana. Wiele wskazuje przy tym na to, że informacja o pochodzeniu Maksymina Traka została przez autora Historia Augusta zmyślona.